# Alessia Dipol
Alessia Afi Dipol (sinh ngày 1 tháng 8 năm 1995)  là một vận động viên trượt tuyết núi cao, thi đấu cho Togo. Cô đã thi đấu cho Togo tại Thế vận hội mùa đông 2014 ở giải slalom và slalom khổng lồ. Dipol ban đầu cũng thi đấu cho Ấn Độ từ năm 2012 đến 2013, nhưng sau đó cô đã chuyển sang thi đấu cho Togo mặc dù cô không có mối liên hệ gia đình nào với đất nước này, để cô có thể đủ điều kiện để tham gia Thế vận hội Mùa đông 2014. Cô cũng chọn đại diện cho đất nước vì cha cô sở hữu một nhà máy sản xuất quần áo ở Togo.